# Bioelettronica
La bioelettronica è un campo di scienza che studia le interazioni e le connessioni tra soggetti biologici ed oggetti elettronici. L'applicazione della tecnologia elettronica alla biologia e alla medicina non è nuova. Esempi sono i pacemakers e l'industria della diagnostica per immagini.

## Storia

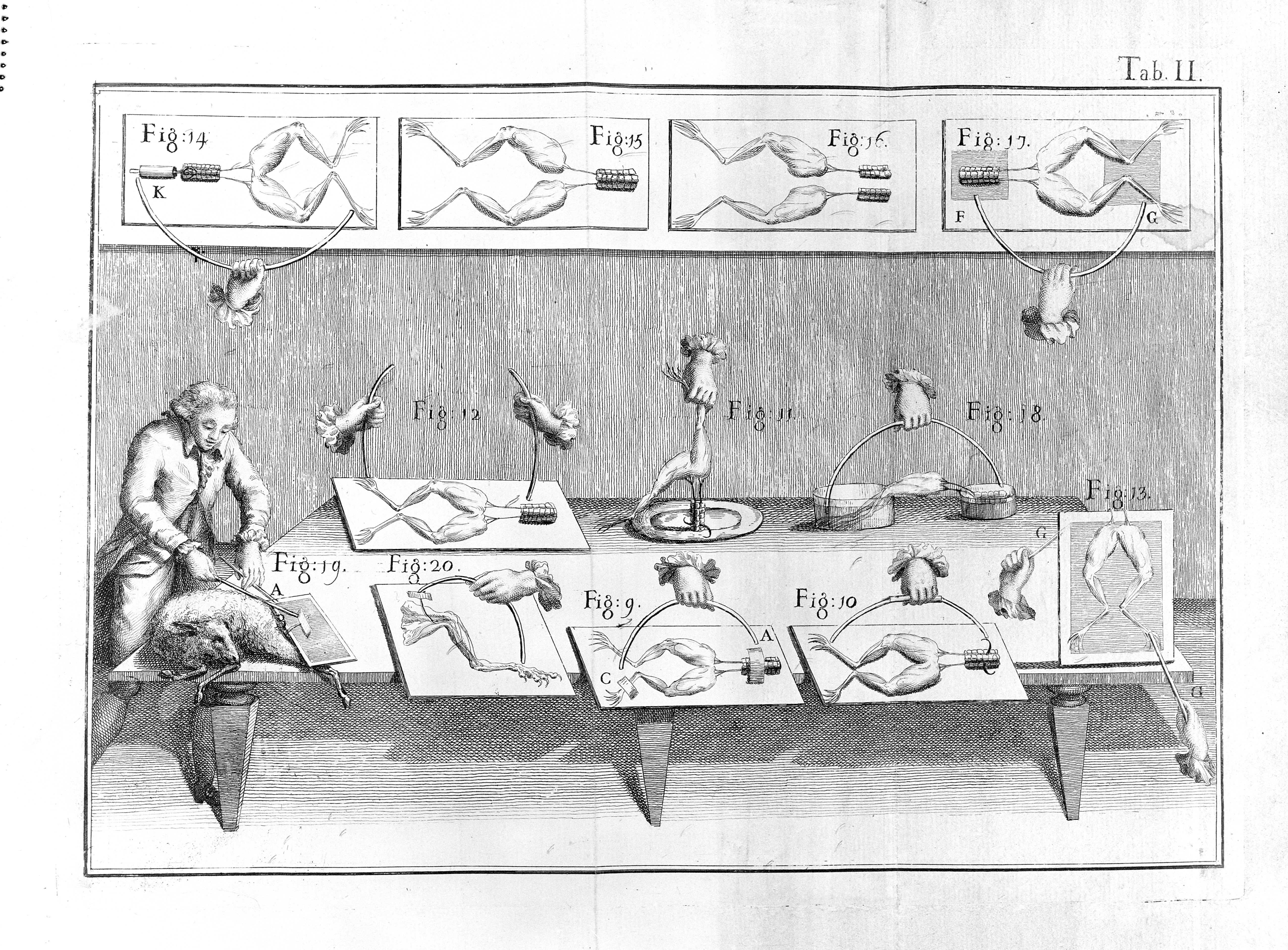
Luigi Galvani, De viribus electricitatis in motu musculari commentarius 1791

Il primo studio noto di bioelettronica ebbe luogo nel XVIII secolo quando lo scienziato Luigi Galvani applicò un voltaggio a un paio di cosce di rana staccate. Le gambe si muovevano e egli pubblicò nel 1791 De viribus electricitatis in motu musculari commentarius, un opuscolo in cui erano illustrati tutti i processi che portarono alla scoperta dell'elettricità animale. Questa scoperta sta alla base della genesi della bioelettronica. La tecnologia elettronica è stata applicata alla biologia e alla medicina con l'introduzione dell'elettrocardiogramma (ECG), che determinò l'inizio della cardiologia. In seguito è nata la radiologia e la resonanza magnetica (MRI). I dispositivi diventano sempre più piccoli con una bioelettronica in nanoscala con la quale si può produrre una medicina personalizzata a livello molecolare.

## Applicazioni

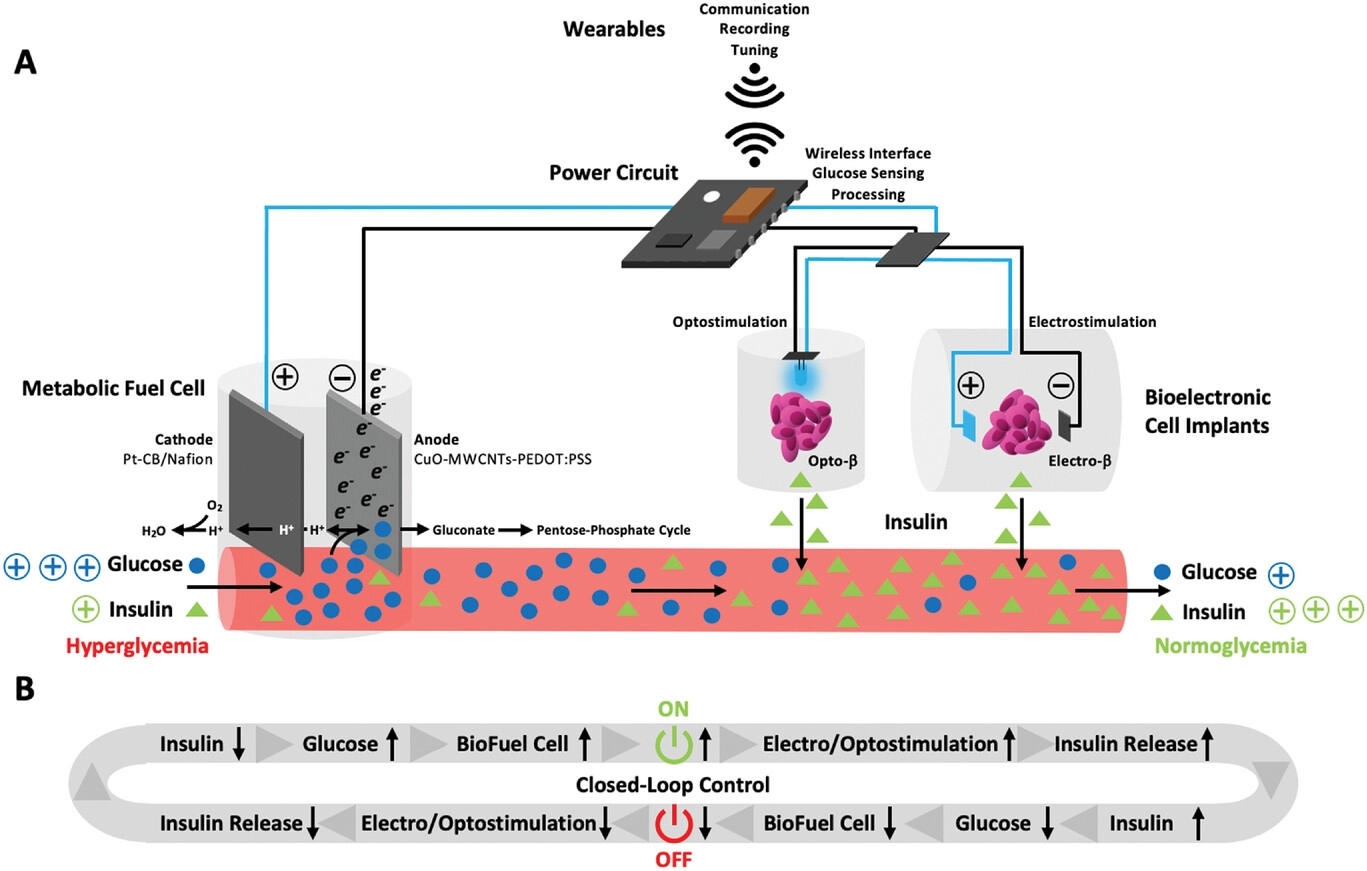
Schema della cella a combustibile metabolico non enzimatico per il controllo a circuito chiuso dell'omeostasi del glucosio nel sangue. La cella a combustibile metabolico non solo riduce il glucosio nel sangue mediante il consumo di glucosio, ma utilizza anche l’energia sfruttata per l’elettrostimolazione o l’optostimolazione (delle cellule Opto-β) del rapido rilascio vescicolare di insulina da parte di cellule umane ingegnerizzate. La combinazione di queste azioni riduce il glucosio nel sangue a livelli normali e la cella a combustibile metabolico viene disattivata. Di conseguenza, l’elettrostimolazione e l’optostimolazione cessano, così come il rilascio di insulina, fornendo il tempo per un rifornimento di insulina prima che si verifichi il successivo aumento di glucosio.

La bioelettronica si concentra sulla progettazione e lo sviluppo di dispositivi che fanno uso di segnali biologici ed elettrici per monitorare, diagnosticare e trattare una varietà di condizioni mediche.  La stimolazione elettrica viene utilizzata per il trattamento di pazienti affetti da epilessia, dolore cronico, morbo di Parkinson, sordità, tremore e cecità. Questi dispositivi possono essere impiantati nel corpo umano o utilizzati esternamente per fornire terapie personalizzate e migliorare la qualità della vita dei pazienti o utilizzano sensori elettronici per monitorare e stabilizzare le funzioni del corpo umano. La ricerca in questo campo è finalizzata all'applicazione in terapie che viene chiamata elettroceutica. Ad esempio, un glucometro è un dispositivo portatile che consente ai pazienti diabetici di controllare e misurare i livelli di zucchero nel sangue. Per diabetici esistono anche celle metaboliche impiantabili che regolano l'insulina in modo auto-sufficiente. Un altro esempio è l'uso di biosensori per tracciare agenti patogeni in pazienti infetti.
Inoltre, la bioelettronica può aiutare a ricreare parti mancanti del corpo umano, come gli arti, utilizzando materiali biocompatibili e componenti elettroniche.